# Wellington, Ohio
Wellington là một làng thuộc quận Lorain, tiểu bang Ohio, Hoa Kỳ. Năm 2010, dân số của làng này là 4802 người.

## Dân số
- Dân số năm 2000: 4511 người.
- Dân số năm 2010: 4802 người.